# Церква Вознесіння Христового (Белиця)
Церква Вознесіння Христового (також називається Святого Спаса) — сільська церква в поречському селі Белиця, Македонія.
Церква розташована на асфальтованій дорозі, яка сполучає Нижню та Верхню Белицю.

## Галерея

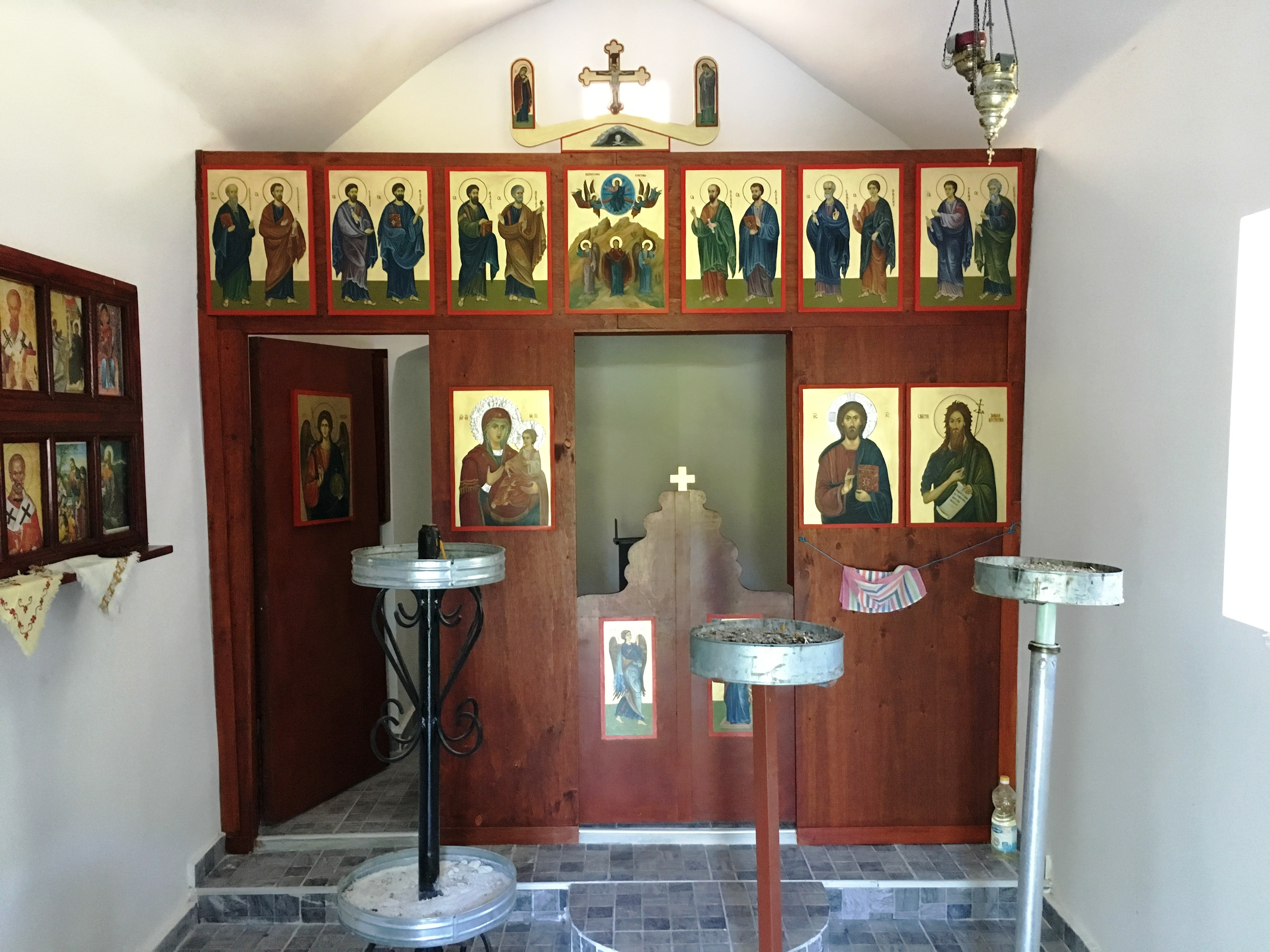
Інтер'єр церкви
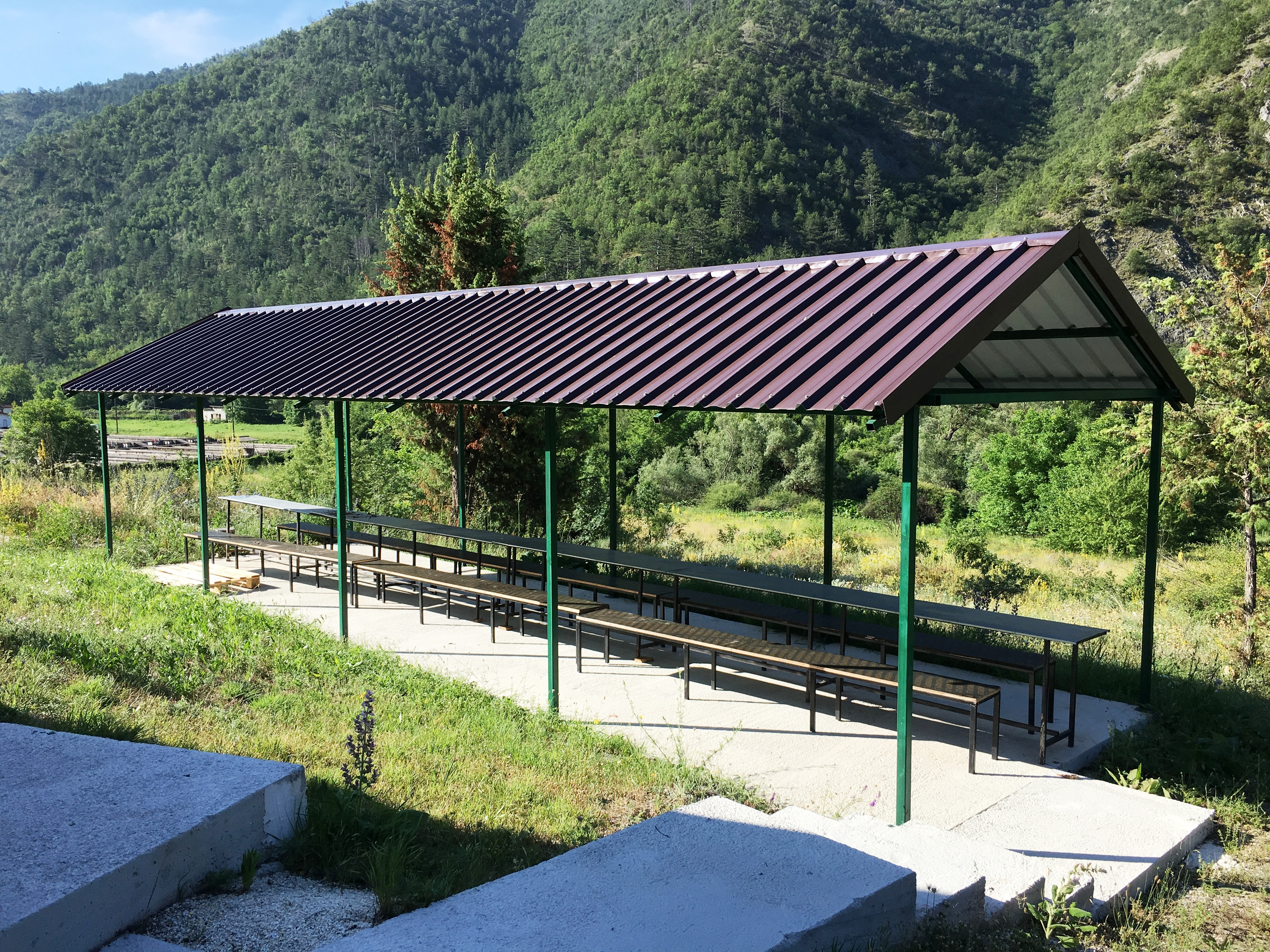
Трапезна церква
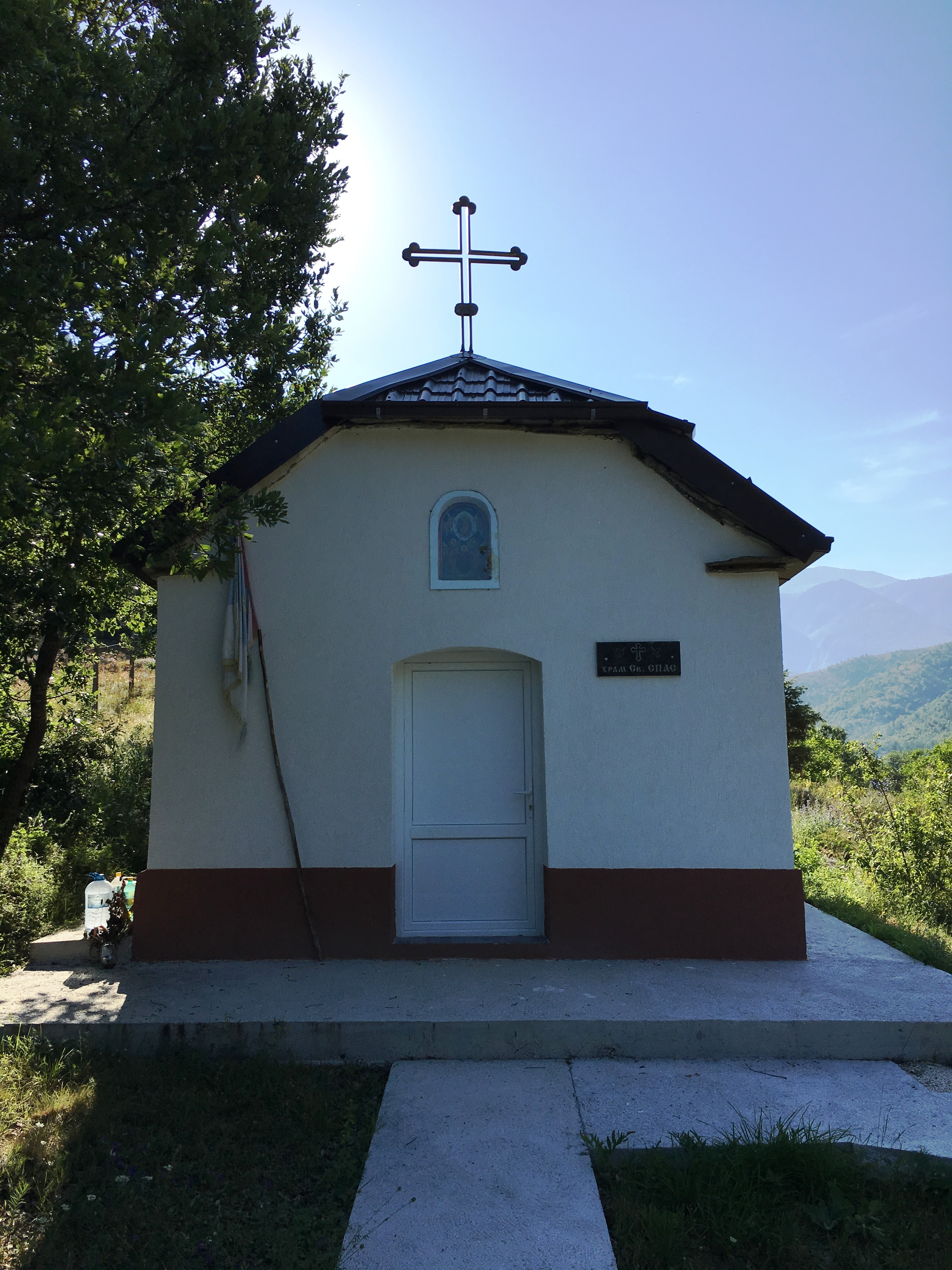
Вхід до церкви
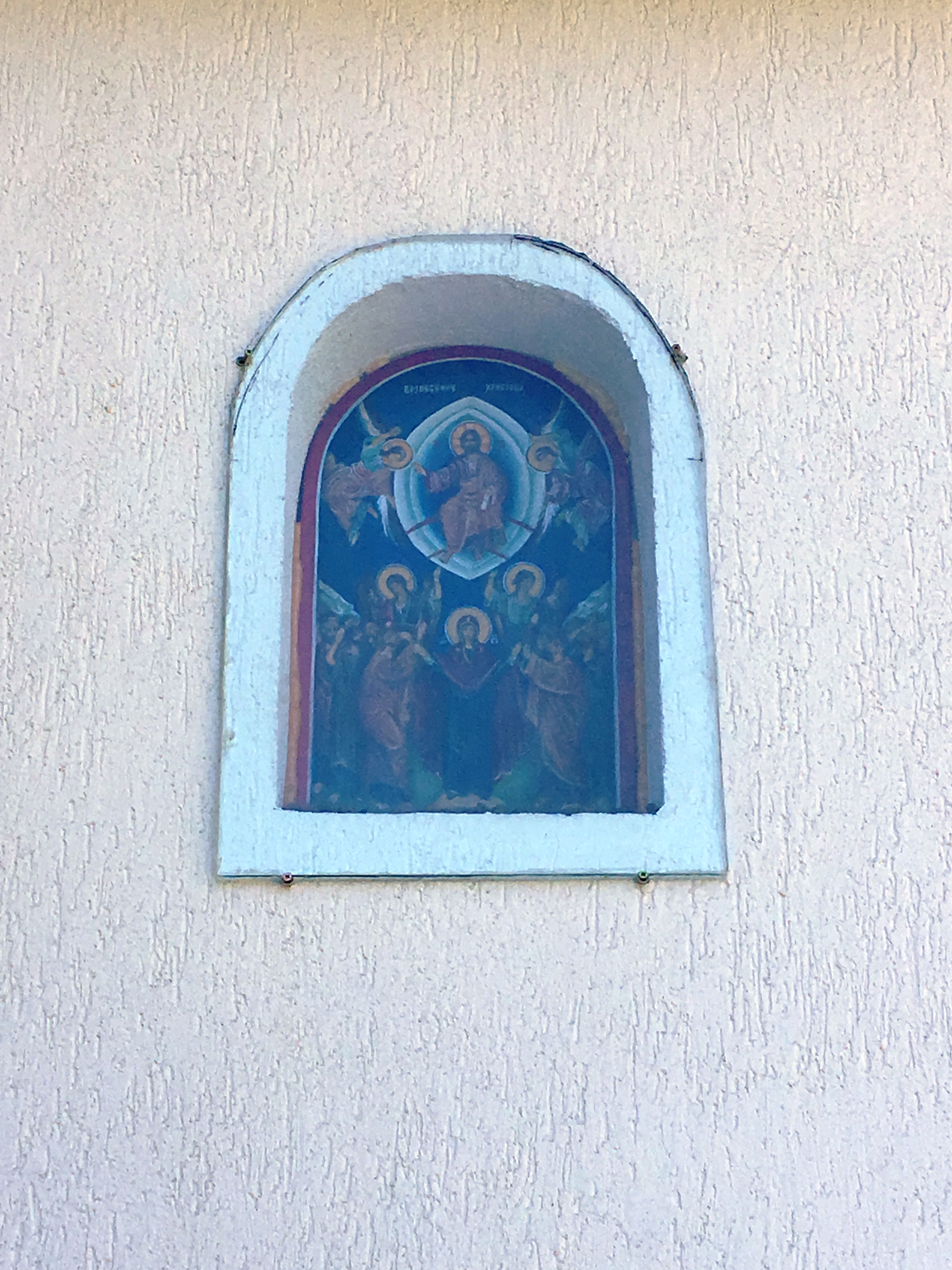
Значок над входом
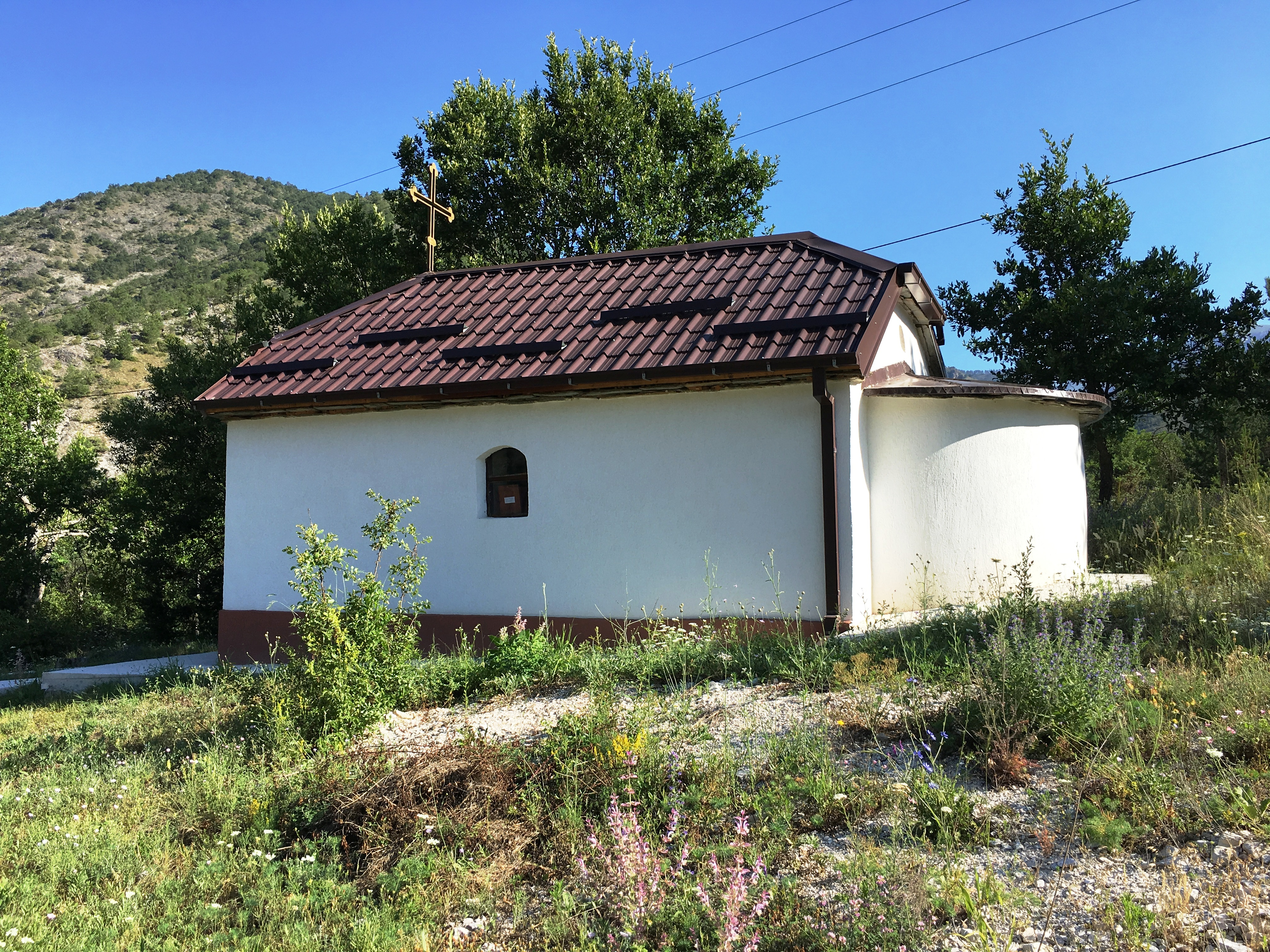
Вид на церкву